# 2021–2022-es szerb labdarúgó-bajnokság (első osztály)
A szerb labdarúgó-bajnokság első osztálya (szerbül: Super Liga Srbije [Супер Лига Србије], szponzorált nevén: SuperLiga) a legmagasabb szintű, évenként megrendezésre kerülő labdarúgó-bajnokság Szerbiában.

## Résztvevők
A bajnokság 16 csapatból áll, mindegyik csapat kétszer mérkőzik egymással így 32 forduló után rájátszás nélkül alakul ki a végeredmény.

### Csapatok
| Klub                        | Város            | Stadion                  | Férőhrely |
| --------------------------- | ---------------- | ------------------------ | --------- |
| FK Radnički 1923 Ú          | Kragujevac       | Čika Dača Stadion        | 15,000    |
| FK Kolubara Ú               | Belgrád          | Kolubara Stadion         | 2,360     |
| FK Čukarički                | Belgrád          | Čukarički Stadion        | 4,070     |
| FK Mladost Lučani           | Lučani           | Mladost Stadion          | 8,000     |
| FK Napredak Kruševac        | Kruševac         | Mladost Stadion          | 10,331    |
| FK Partizan                 | Belgrád          | Partizan Stadion         | 29,755    |
| FK Proleter Novi Sad        | Újvidék          | Karađorđe Stadion        | 14,458    |
| FK Radnički Niš             | Niš              | Čair Stadion             | 18,151    |
| FK Radnik Surdulica         | Surdulica        | Surdulica városi Stadion | 3,312     |
| FK Crvena zvezda CV         | Belgrád          | Rajko Mitić Stadion      | 55,538    |
| FK Spartak Subotica         | Szabadka         | Szabadkai városi Stadion | 13,000    |
| FK Vojvodina                | Újvidék          | Karađorđe Stadion        | 14,458    |
| FK Voždovac                 | Belgrád          | Voždovac Stadion         | 5,175     |
| TSC Bačka Topola            | Topolya          | Zentai stadion albérlet  | 5,000     |
| FK Novi Pazar               | Novi Pazar       | Dzehenem Park            | 12,000    |
| FK Metalac Gornji Milanovac | Gornji Milanovac | Stadion Metalac          | 4,400     |

### Tabella
A bajnokság sorrendjét a következők szerint állapították meg:
1. több szerzett pont az összes mérkőzésen (egy győzelem 3 pont, egy döntetlen 1 pont, egy vereség 0 pont),
2. jobb gólkülönbség az azonosan álló csapatok között lejátszott mérkőzéseken,
3. több lőtt gól az azonosan álló csapatok között,

Ha két vagy több csapat a fenti három kritérium alapján is azonos eredménnyel állt, akkor a következők szerint kellett meghatározni a sorrendet:
1. jobb gólkülönbség az összes mérkőzésen,
2. több lőtt gól az összes mérkőzésen,
3. több szerzett pont az azonosan álló csapatok között lejátszott mérkőzéseken,
4. büntetőrúgások, ha csak két csapatnak van azonos számú pontja, és a csoport utolsó fordulójában találkoztak, valamint az összes fenti kritérium alkalmazása után össze is megegyeznek a mutatóik. (nem használható, ha több mint két csapat áll azonos pontszámmal),
5. fair play pontszám (-1 pont egy sárga lapért, -3 pont két sárga lapot követő piros lapért, -4 pont egy azonnali piros lapért, -5 pont egy sárga lap és egy azonnali piros lapért),
6. UEFA club coefficiens alapján,
7. sorsolás.

| Hely. | Csapat            | M  | Gy | D  | V  | G+ | G– | Gk  | P  | Továbbjutás |
| ----- | ----------------- | -- | -- | -- | -- | -- | -- | --- | -- | ----------- |
| 1.    | Partizan          | 28 | 24 | 3  | 1  | 66 | 10 | +56 | 75 | Felsőház    |
| 2.    | Crvena zvezda     | 28 | 24 | 3  | 1  | 70 | 15 | +55 | 75 | Felsőház    |
| 3.    | Čukarički         | 28 | 14 | 10 | 4  | 47 | 26 | +21 | 52 | Felsőház    |
| 4.    | Radnički Niš      | 28 | 9  | 13 | 6  | 31 | 26 | +5  | 40 | Felsőház    |
| 5.    | TSC Bačka Topola  | 28 | 10 | 8  | 10 | 42 | 38 | +4  | 38 | Felsőház    |
| 6.    | Voždovac          | 28 | 10 | 7  | 11 | 36 | 35 | +1  | 37 | Felsőház    |
| 7.    | Vojvodina         | 28 | 10 | 6  | 12 | 34 | 36 | −2  | 36 | Felsőház    |
| 8.    | Napredak Kruševac | 28 | 9  | 7  | 12 | 30 | 35 | −5  | 34 | Felsőház    |
| 9.    | Radnik Surdulica  | 28 | 7  | 12 | 9  | 22 | 27 | −5  | 33 | Alsóház     |
| 10.   | Kolubara          | 28 | 10 | 3  | 15 | 27 | 50 | −23 | 33 | Alsóház     |
| 11.   | Mladost Lučani    | 28 | 9  | 5  | 14 | 34 | 42 | −8  | 32 | Alsóház     |
| 12.   | Spartak Subotica  | 28 | 8  | 7  | 13 | 31 | 44 | −13 | 31 | Alsóház     |
| 13.   | Proleter Novi Sad | 28 | 8  | 4  | 16 | 21 | 46 | −25 | 28 | Alsóház     |
| 14.   | Radnički 1923     | 28 | 7  | 6  | 15 | 23 | 44 | −21 | 27 | Alsóház     |
| 15.   | Metalac G.M.      | 28 | 6  | 6  | 16 | 34 | 51 | −17 | 24 | Alsóház     |
| 16.   | Novi Pazar        | 28 | 4  | 10 | 14 | 24 | 47 | −23 | 22 | Alsóház     |

Bajnokságot vezető csapatok nevei, fordulónkénti bontásban

### Góllövőlista
Frissítve:2022. április 27.
| 1 | Ricardo Gomes    | Partizan  | 24 |
| 2 | Aleksandar Katai | Red Star  | 20 |
| 3 | Mirko Ivanić     | Red Star  | 15 |
| 4 | Ben              | Red Star  | 13 |
| 5 | Đorđe Jovanović  | Čukaricki | 11 |
| 5 | Uroš Đuranović   | Kolubara  | 11 |
| 5 | Marko Rakonjac   | Čukaricki | 11 |

## Nemzetközi kupaszereplés

### Eredmények
Az eredmények minden esetben a szerb labdarúgócsapatok szemszögéből értendőek.
(o) – otthon játszott, (i) – idegenben játszott mérkőzés.
| Csapat           | Kiírás                       | Forduló         | Ellenfél              | 1. mérk. | 2. mérk.      | Össz. |
| ---------------- | ---------------------------- | --------------- | --------------------- | -------- | ------------- | ----- |
| FK Crvena zvezda | Bajnokok ligája              | 2. selejtezőkör | Kajrat Almati FK      | 1-2 (i)  | 5-0 (o)       | 6-2   |
| FK Crvena zvezda | Bajnokok ligája              | 3. selejtezőkör | Sheriff Tiraspol      | 1-1 (o)  | 0-1 (i)       | 1-2   |
| FK Crvena zvezda | Európa-liga                  | Play-off        | CFR Cluj              | 4-0 (o)  | 2-1 (i)       | 6-1   |
| FK Crvena zvezda | Európa-liga                  | Csoportkör      | SC Braga              | 2-1 (o)  |               |       |
| FK Crvena zvezda | Európa-liga                  | Csoportkör      | Ludogorec Razgrad     | (o)      | 1-0 (i)       |       |
| FK Crvena zvezda | Európa-liga                  | Csoportkör      | Midtjylland           | (o)      | 1-1 (i)       |       |
| FK Partizan      | UEFA Európa Konferencia Liga | 2. selejtezőkör | Dunajská Streda       | 1-0 (o)  | 2-0 (i)       | 3-0   |
| FK Partizan      | UEFA Európa Konferencia Liga | 3. selejtezőkör | Szocsi                | 1-1 (i)  | 2-2 (o) t:4-2 | 3-3   |
| FK Partizan      | UEFA Európa Konferencia Liga | Play-off        | Santa Clara           | 1-2 (i)  | 2-0 (o)       | 3-2   |
| FK Partizan      | UEFA Európa Konferencia Liga | Csoportkör      | KAA Gent              | 0-1 (o)  | (i)           |       |
| FK Partizan      | UEFA Európa Konferencia Liga | Csoportkör      | FC Flora              | 2-0(o)   | (i)           |       |
| FK Partizan      | UEFA Európa Konferencia Liga | Csoportkör      | Anórthoszi Ammohósztu | (o)      | 2-0 (i)       |       |
| FK Čukarički     | UEFA Európa Konferencia Liga | 2. selejtezőkör | Sumgayit FK           | 0-0 (o)  | 2-0 (i)       | 2-0   |
| FK Čukarički     | UEFA Európa Konferencia Liga | 3. selejtezőkör | Hammarby IF           | 3-1 (o)  | 1-5 (i)       | 4-6   |
| FK Vojvodina     | UEFA Európa Konferencia Liga | 2. selejtezőkör | FK Panevėžys          | 1-0 (i)  | 1-0 (o)       | 2-0   |
| FK Vojvodina     | UEFA Európa Konferencia Liga | 3. selejtezőkör | LASK Linz             | 0-1 (o)  | 1-6 (i)       | 1-7   |